# Jet Set Willy
Jet Set Willy ist ein von Matthew Smith entwickeltes und von Software Projects veröffentlichtes Jump-’n’-Run-Computerspiel in Seitenansicht (Plattformer). Als Nachfolger des Spiels Manic Miner 1984 zunächst nur für den ZX Spectrum veröffentlicht, schlossen sich wenig später auch Portierungen für weitere Heimcomputer-Systeme an. Trotz der in der ZX-Spectrum-Version enthaltenen Programmierfehler, die das Erreichen des eigentlichen Spielziels verhinderten, entwickelte sich das Spiel rasch zu einem Kassenschlager. 1985 erschien der Nachfolger Jet Set Willy II.

## Handlung
Der verkaterte und müde Miner Willy möchte nach wilder Party mit dem Jet Set nur noch ins Schlafzimmer verschwinden, um seinen Rausch ausschlafen zu können. Dem steht jedoch die missmutige und energische Haushälterin Maria im Wege, die darauf besteht, dass der Hausherr die teilweise unappetitlichen Hinterlassenschaften der durchzechten Nacht selbst und dazu umgehend entsorgen möge. Die praktische Umsetzung gestaltet sich allerdings schwierig, da die kürzlich von Miner Willy erworbene Villa riesig ist und über eine Unmenge an Räumen verfügt, deren architektonische Besonderheiten zudem die volle Aufmerksamkeit beim Durchqueren erfordern. Damit nicht genug, wird das Einsammeln des verstreuten Unrats auch noch durch weitere Mitbewohner und diverse, sich seit letzter Nacht selbstständig machende Haushaltsgerätschaften behindert. Nach der Übergabe des gereinigten Hauses setzt Miner Willy auf Marias Geheiß seine Reinigungstätigkeiten im gesamten Außengelände, in den angrenzenden Gärten, am nahen Strand und der dort vertäuten Yacht fort, bevor er dem ersehnten Nickerchen frönen darf.

## Spielprinzip und Technik
Der Spieler steuert die Figur Willy mit dem Joystick oder per Tastatur durch die insgesamt 60 (in der Dragon-32-Version des Spiels sind es 75) in Seitenansicht dargestellten Örtlichkeiten des zu reinigenden Villenareals. Dieses Gebiet untergliedert sich in verschiedene Räume, einzelne Garten- und Strandabschnitte sowie die nahe der Villa gelegene Yacht. Alle Örtlichkeiten werden lediglich schematisch als untereinander mit Leitern und Treppen verbundenen Plattformen dargestellt. Beim Durchqueren gilt es diversen auch beweglichen Hindernissen auszuweichen oder zu überspringen und verstreute Gegenstände, die der besseren Erkennbarkeit halber schwach blinken, einzusammeln.
Berührt die Spielfigur während des Durchwanderns der verschiedenen Bildschirme einen Gegner oder stürzt sie von einer Plattform unkontrolliert in die Tiefe, so verliert der Spieler jeweils einen der acht Spielversuche. Der Spielfortschritt bleibt dadurch jedoch unberührt und der nächste Versuch startet im Raum des vorherigen virtuellen Ablebens. Nachdem jedoch alle acht Versuche aufgebraucht wurden, ist das Spiel beendet und der Spieler startet wiederum im ersten Raum. Ziel des Spiels ist es, 83 blinkende Gegenstände einzusammeln und anschließend den Baderaum der Villa aufzusuchen.
Als untermalende Musik der Spectrum-Version im Auswahlmenü dient Beethovens Klaviersonate Nr. 14 und im Spiel If I Were a Rich Man aus dem Musical Anatevka. Die Atari-8bit-Version enthält abweichend eine Titelmelodie von Rob Hubbard.

## Entwicklungs- und Veröffentlichungsgeschichte
Jet Set Willy wurde ursprünglich für den ZX Spectrum entwickelt und am 9. März 1984 veröffentlicht. Designer und Programmierer Matthew Smith hatte zuvor schon das finanziell erfolgreiche Spiel Manic Miner entwickelt. Wie die allermeisten Spectrum-Spiele wurde es auf Kassette vertrieben. Durch eine einfache Audio-Kopie der Kassette konnte auch eine Kopie des Spiels erstellt werden. Jet Set Willy war eins der ersten Spiele auf dem Markt mit einer Art von Kopierschutz: Dem Spiel lag eine Pappkarte mit 180 farbigen Codes bei. Beim Laden des Spiels wurde der Spieler aufgefordert, einen der Codes einzugeben, damit das Spiel startete. Somit konnte zwar die Kassette kopiert werden, eine Kopie der Karte war aber schwer möglich, da eine Reproduktion der Farben auf der Karte zum damaligen Zeitpunkt für Privatpersonen schwierig war.
Die Veröffentlichung des Spiels erfolgte je nach Computersystem durch den Entwickler Software Projects selbst (Commodore 64, Dragon 32, Memotech MTX, MSX, Schneider CPC, Tatung Einstein, ZX Spectrum) oder durch den Publisher Tynesoft (Acorn Electron, Atari 8-bit, BBC Micro, Commodore 16, Commodore Plus/4). Eine in Japan und Spanien vertriebene Version für die dort populären MSX-Computer wurde in diesen Ländern von Hudsonsoft veröffentlicht. Software Projects ließ Versionen für die neuartigen 16-Bit-Heimcomputer Atari ST und Commodore Amiga erstellen, die wegen der auf leistungsschwache 8-Bit-Computer zugeschnittenen, minimalistischen Grafik aber nie veröffentlicht wurden.
Im Februar 2011 erschien eine von Elite Systems portierte Version für mobile Endgeräte mit dem Betriebssystem iOS.